# Jane Chaplin
Jane Cecil Chaplin (nascuda el 23 de maig de 1957) és una actriu, productora i escriptora suïssa. És filla de l'actor britànic Charles Chaplin i néta del dramaturg estatunidenc Eugene O'Neill.

## Biografia

### Joventut
Jane Chaplin va néixer el maig de 1957, poc després que la Chaplin es traslladés a Suïssa. És la sisena filla de Charlie Chaplin i Oona O'Neill. Els seus set germans i germanes són Géraldine, Michael, Josephine, Victoria, Eugène, Annette-Émilie i Christopher Chaplin. També és la mig germana de Charles Chaplin Jr i Sydney Chaplin.
Jane va créixer a l'estricte atmosfera de la manoir de Ban a Corsier-sur-Vevey on va tenir molt poca proximitat amb els seus pares. Quan era adulta, va provar la fotografia i finalment es va llançar a la comèdia i al teatre. El desembre de 1977 Chaplin va morir. Uns mesos més tard, el segrest de les seves restes va traumatitzar Jane, que va haver d'ingressar a un hospital psiquiàtric.

### Carrera
Recuperada, va continuar la seva carrera. A finals de la dècada de 1970, va treballar per a Milos Forman a Nova York abans d'establir-se per motius professionals a Orlando a Florida. El 1981, va obtenir un petit paper a la pel·lícula Sezona mira u Parizu de Predrag Golubović. Va reiterar l'experiència del cinema nou anys més tard interpretant a The Rainbow Thief d'Alejandro Jodorowsky. Al mateix temps, va tenir una aventura amb el productor Ilya Salkind amb qui es va casar el 1985. Ella va coproduir amb ell Les aventures de Cristòfor Colom. La parella té dos fills, Orson (1986) i Osceola (1994), es van divorciar el 1999.
El 2008 va publicar una història autobiogràfica, 17 minutes avec mon père, on descriu la severitat de la seva educació i la seva complicada relació amb Charlie Chaplin, amb qui ella mai va poder conversar més de 17 minuts durant tota la seva joventut. Va confiar a l'Associated Press que relatar el seu passat li va permetre alliberar-se de les seves cadenes.
Jane Chaplin viu actualment a Cartagena de Indias a Colòmbia on escriu guions.